# Литература Вануату
Литература Вануату, понимаемая в строгом смысле письменной литературы, как таковая появилась в 1960-х годах. Создаётся преимущественно на английском языке.

## История
Литература зародилась в доколониальном Вануату и представляла собой устную литературу, в виде народных сказок, мифов, легенд, музыкальных поэм, передающихся из поколения в поколение. Письмо и грамотность были введены миссионерами и официальными школами с колониального периода; идея использования этой технологии для художественных целей возникла поздно и в основном была ограничена городскими социальными кругами, под влиянием западных практик.
Появление письменной литературы в Вануату имело место в контексте развития местной литературы островов в Тихоокеанском регионе в целом, начиная с конца 1960-х годов. В 1968 году создание Университета южной части Тихого океана в Суве послужило стимулом для литературных успехов тихоокеанских островов.
Творческие письменные курсы и мастер-классы также были введены. Южнотихоокеанское общество искусств было основано в Университете в 1973 году и опубликовало сборник литературы тихоокеанских островов (поэзия и рассказы) в журнале «Pacific Islands Monthly». В 1974 году Общество основало издательство «Mana Publications», а в 1976 году — художественный и литературный журнал «Mana». В журнале были опубликованы первые антологии поэзии Ни-Вануату.

## Представители
Вероятно, главным литературным деятелем Вануату была феминистская поэтесса Грейс Молиса (1946—2002). Издание The Australian описало её стихи как «затрагивающую социальную сферу жизни в патриархальном, постколониальном Вануату». Она писала как на английском, так и на бисламе.
В 2007 году франкоязычный певец-песенник и музыкант Марсель Мельтроронг опубликовал первый роман, написанный жителем Вануату, через Alliance Française: Tôghàn. В его романе затрагивается чувство бескорыстия молодежи тихоокеанских островов, пытаясь найти свое отношение между меланезийскими и западными ценностями. Когда он был переиздан в 2009 году, лауреат Нобелевской премии по литературе Жан-Мари Ле Клезио написал предисловие, отметив «новый и оригинальный голос» во франкоязычной литературе.
Литературно-театральное направление также известно. Для группы общинных театров Ван Смолбага, основанной в 1989 году пишутся и исполняются пьесы на английском языке и на бисламе по темам образования, таким как «профилактика малярии и СПИДа, подготовке к ураганам и насилию в семье». Ван Смолбага проводит региональные туры в южной части Тихого океана, и его пьесы доступны на видео по всему региону, где они используются в образовательных целях. Театральные критики отметили использование «драмы для информирования, повышения осведомленности и поощрения общественного обсуждения целого ряда современных вопросов здоровья, образа жизни, окружающей среды и управления в Вануату».